# Sparken
Sparken egy gördeszka-park Umeå központjában, az Ume folyó partján, a Hamnmagasinet épülete mellett. A Tegsbron híd tövében található, mely az E4 és E12 utakat vezeti át a folyón.
A park körülbelül 20 méter széles és 120 méter hosszú; az elnevezését egy névadó versenyen kapta. A legfontosabb létesítmények jellemzőit Umeå önkormányzata az ifjúsági szervezetekkel együttműködve dolgozta ki. A terveket ezután a kanadai New Line Skateparks INC tervezővállalat készítette. A park teljes egészében betonból épült, ún. sínekkel és kerítéssel.
A gördeszka-pálya 2009-ben készült el a „Város a hidak között” (svédül: Staden mellan broarna) elnevezésű nagyszabású infrastrukturális projekt részeként, amely Umeå városközpontjának nagyszabású átalakítását célozta. 2012-ben elnyerte a svéd Építészek Szövetsége Felső Norrland Építészeti Díját (svédül: Sveriges Arkitekter Övre Norrlands Arkitekturpris)

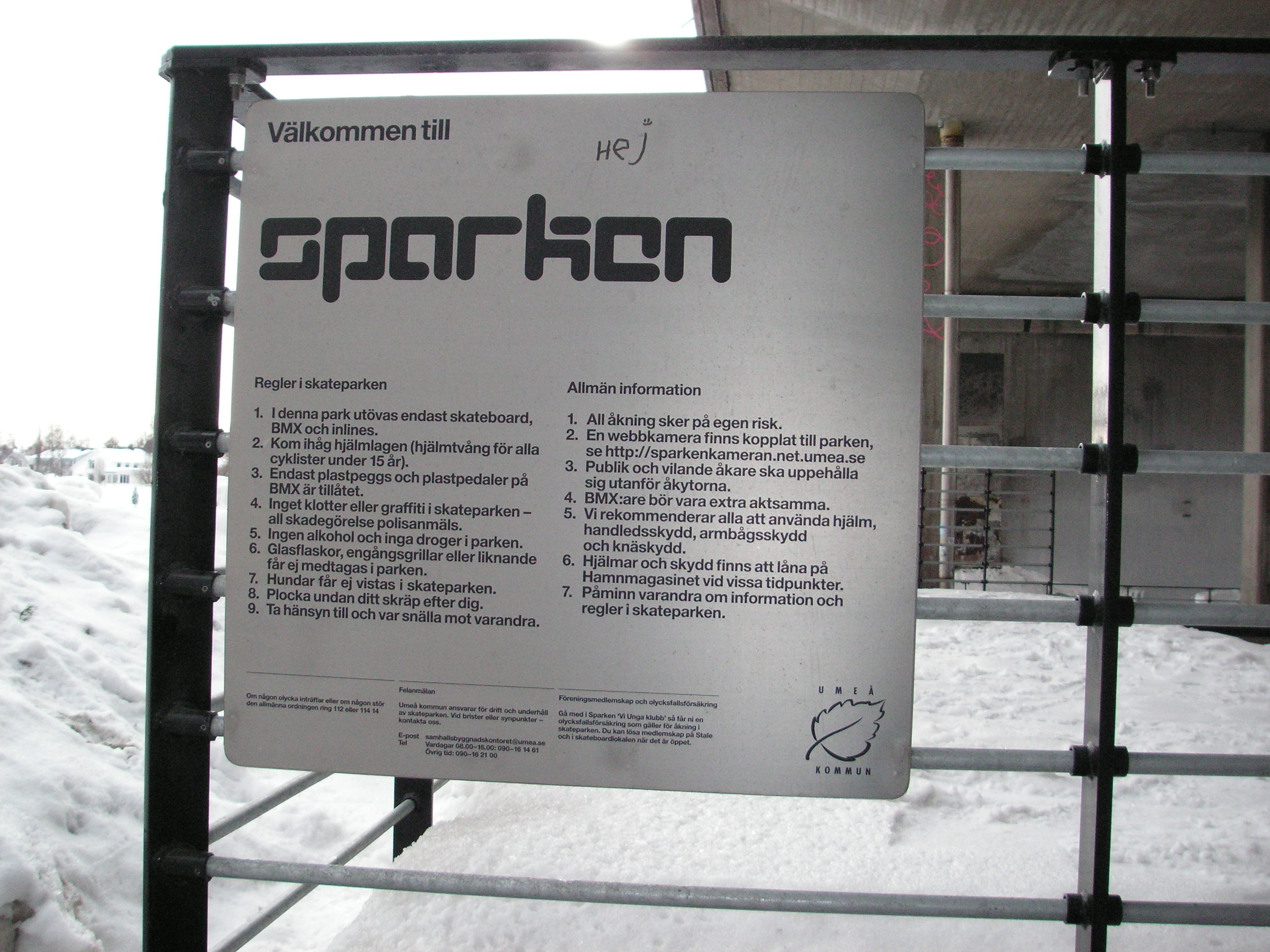
Üdvözlőtábla a használati szabályokkal
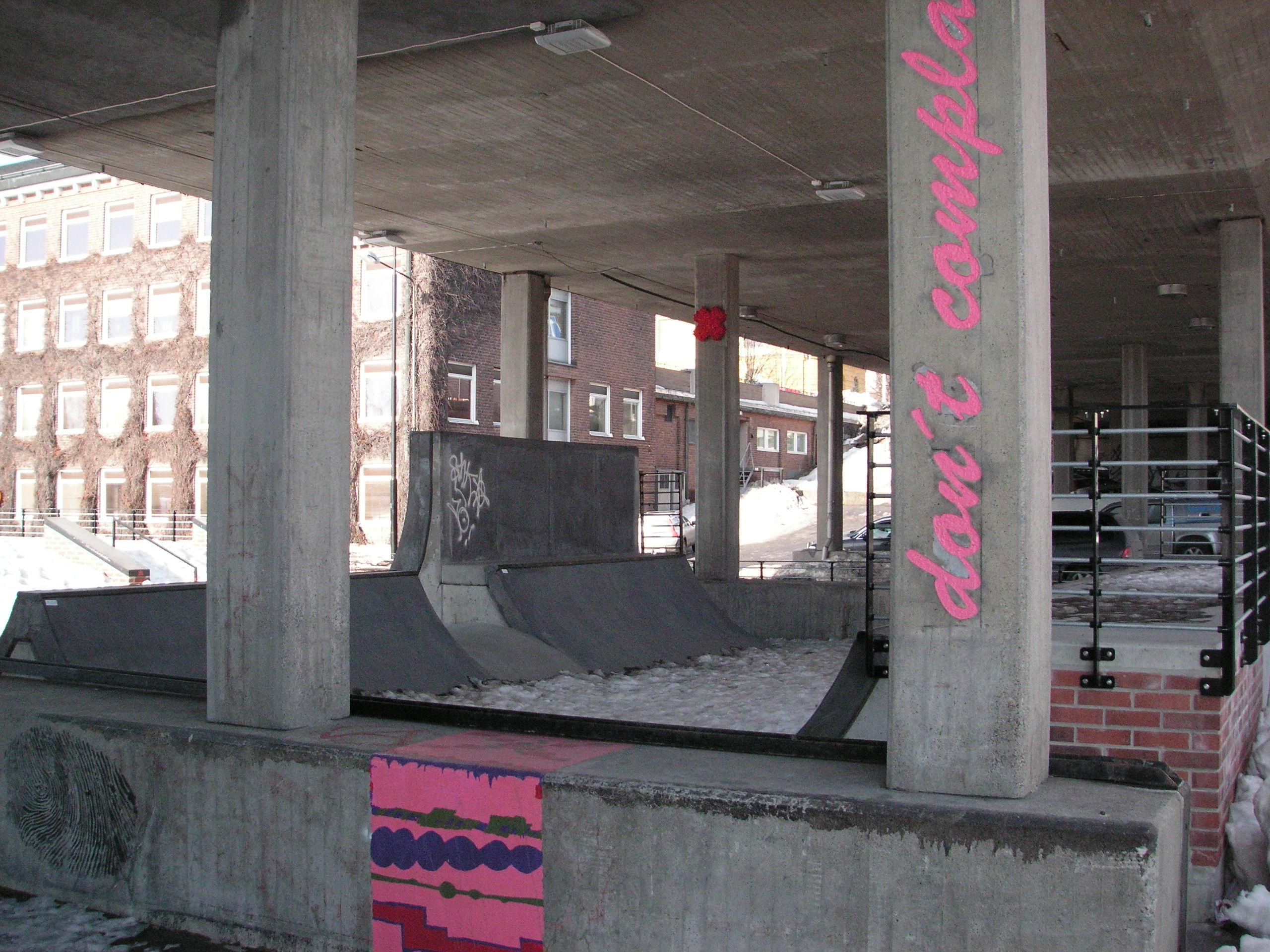
Sparken 2011 telén
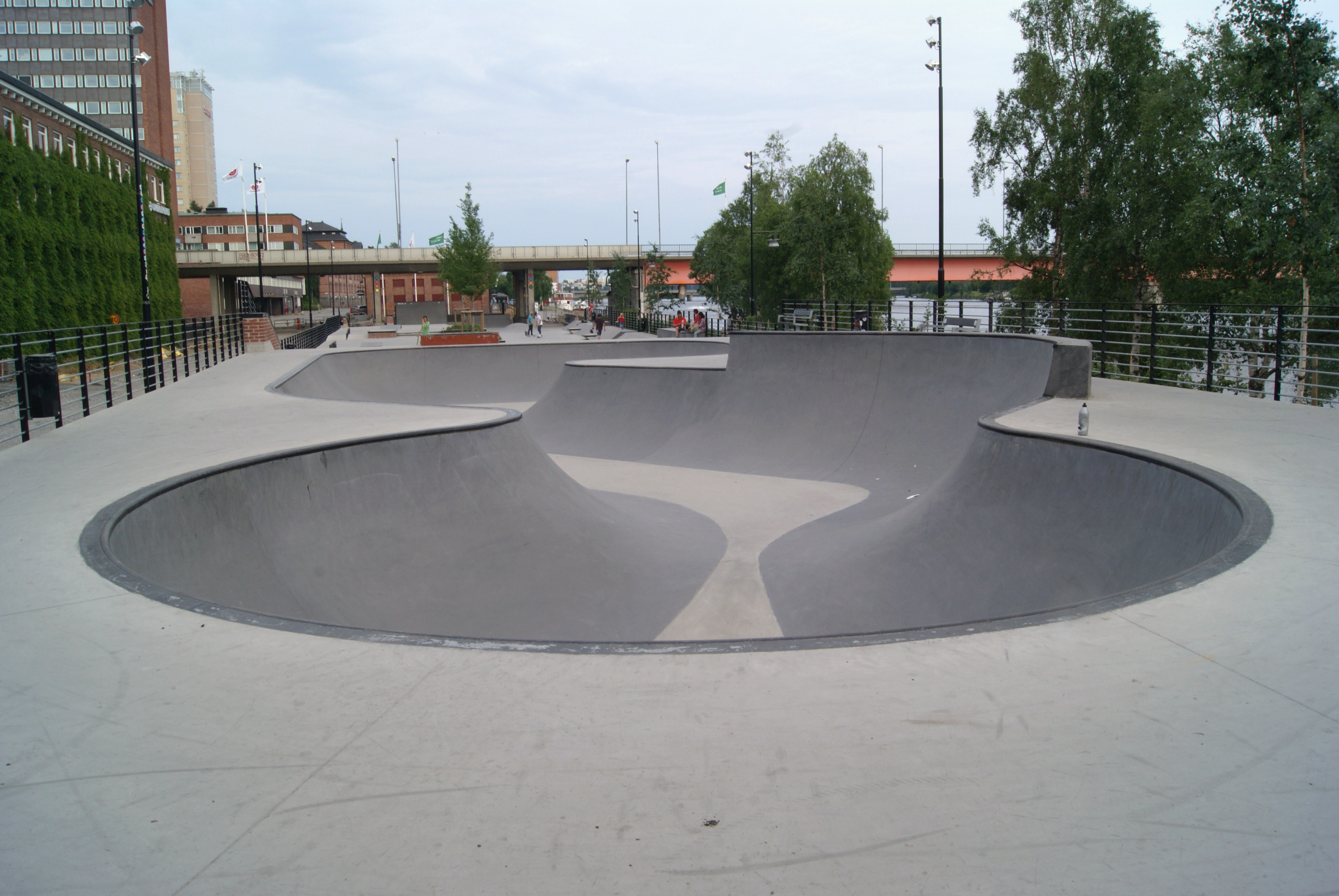
Sparken 2011 nyarán
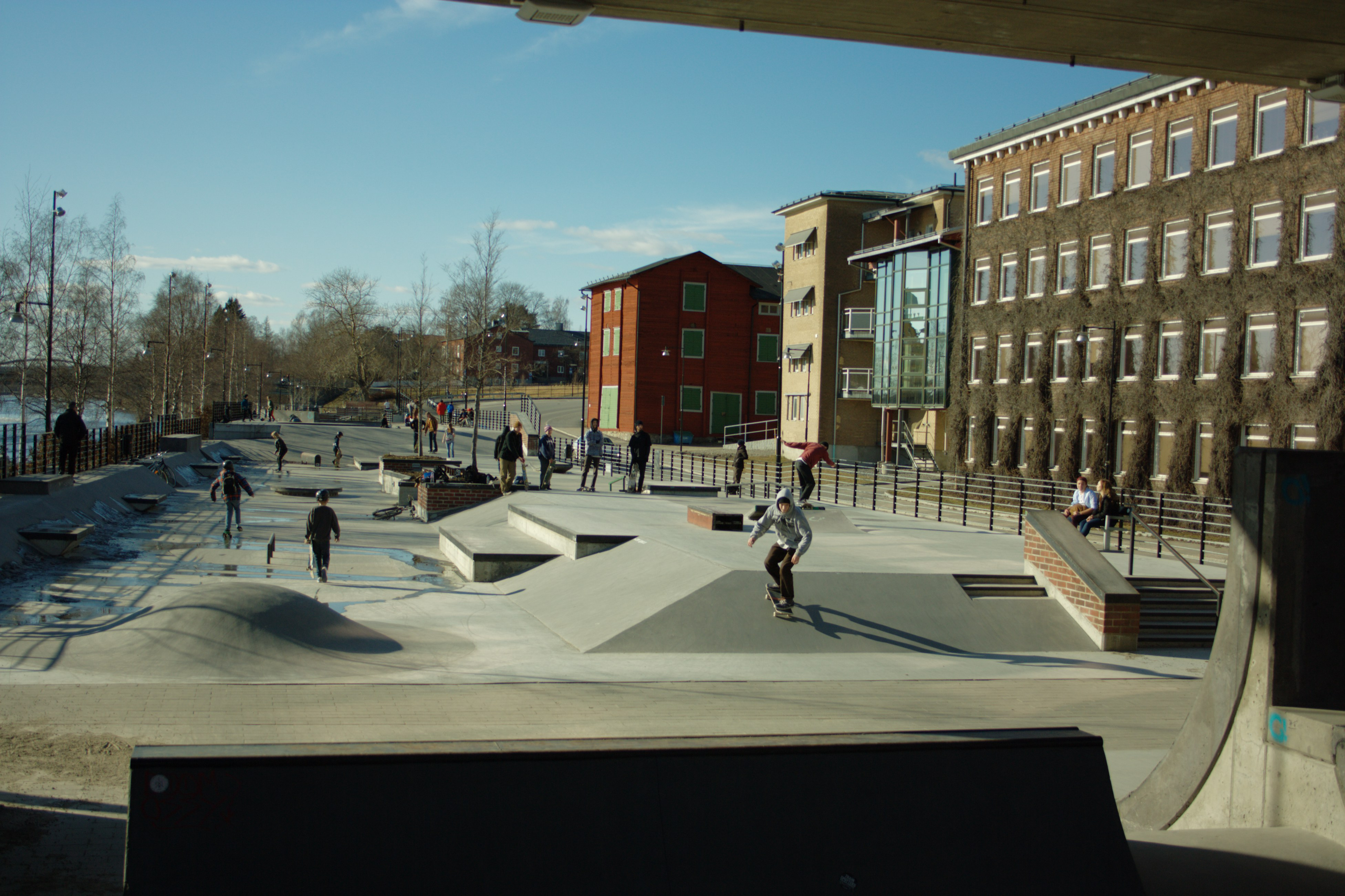
Sparken 2014 márciusában

## Fordítás
- Ez a szócikk részben vagy egészben  a   Sparken című angol Wikipédia-szócikk ezen változatának fordításán alapul.  Az eredeti cikk szerkesztőit annak laptörténete sorolja fel. Ez a jelzés csupán a megfogalmazás eredetét és a szerzői jogokat jelzi, nem szolgál a cikkben szereplő információk forrásmegjelöléseként.